# Система попередження про радіолокаційне опромінення

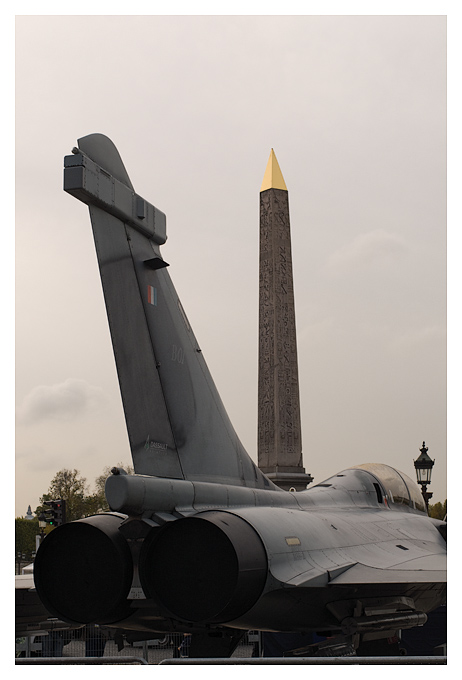
Верхній край вертикального стабілізатора багатоцільового винищувача Dassault Rafale містить приймач радарного попередження, який є частиною системи активного захисту Thales Group SPECTRA.

Система попередження про радіолокаційне опромінення виявляє радіохвилі радіолокаційних станцій (радарів), які можуть становити загрозу (наприклад — сигнали радара керування вогнем винищувача). Реагувати на попередження, щоб уникнути виявленої загрози, можна вручну або автоматично. Системи попередження можуть бути встановлені на будь-які засоби повітряного, морського чи наземного базування, такі як літаки, кораблі, автомобілі тощо. У цій статті розглядаються насамперед авіаційні системи  попередження.
Залежно від призначення системи попередження, вона може бути порівняно  простою — наприклад, для виявлення наявності енергії на частотах радарів зенітних ракетних комплексів (ЗРК). Сучасні системи попередження часто здатні класифікувати джерело сигналу за частотою, потужністю, фазою та деталями сигналу. Таку інформацію можна використовувати для оцінки типу загрози, яку становить виявлений радар.

## Опис
Система попередження зазвичай має дисплей на видному місці в кабіні (у деяких сучасних літаках - у кількох місцях у кабіні), а також генерує звукові сигнали, які передаються пілоту та, можливо, іншим членам екіпажу. Зображення на дисплеї часто має форму кола з символами, що відображають виявлені радари відповідно до напрямку на них відносно поточного курсу літака (тобто радар прямо попереду відображається у верхній частині кола, прямо позаду — внизу тощо). Відстань від центра кола, залежно від типу системи, може показувати розрахункову відстань до радара або ступінь небезпеки, коли символ радара стеження розташовують ближче до центру, ніж символ радара пошуку. Символ, використовуваний для позначення  радара, відповідає його типу або типу транспортного засобу, на якому його розміщено (часто з розрізненням між наземними та бортовими радарами).
Типова бортова система попередження складається з кількох широкосмугових антен, розміщених по контуру літака, які приймають сигнали радарів. Приймач періодично сканує смугу частот і визначає параметри прийнятих сигналів — наприклад, частоту, форму, напрямок надходження, частоту повторення імпульсів тощо. Потім сигнали сортуються за типами випромінювачів. Отримані дані далі сортуються за пріоритетом загрози та відображаються на дисплеї.
Система попередження використовується для виявлення, уникнення та знешкодження загроз. Наприклад, винищувач у бойовому повітряному патрулюванні може помітити ворожі винищувачі за допомогою системи попередження та згодом використати свій власний радар, щоб виявити загрозу та, зрештою, вразити її. Крім того, система попередження допомагає ідентифікувати та класифікувати загрози. Може бути складно визначити, які з мерехтливих проблисків на екрані бортового радара є небезпечними. Але, оскільки різні винищувачі зазвичай мають різні типи радарів, щойно вони їх вмикають і наводять поблизу літака, то можна визначити за напрямком і потужністю сигналу, який із проблисків належить якому типу винищувача.
Небойовий літак або літак, який намагається уникнути бойових дій, може спробувати обійти загрози, виявлені системою попередження. 
Літаки придушення протиповітряної оборони  та радіоелектронної розвідки часто мають чутливу та складну систему попередження, наприклад американську HTS (систему націлювання протирадіолокаційних ракет HARM), яка здатна знаходити та класифікувати загрози, які знаходяться набагато далі, ніж виявляє типова система попередження, і може мати змогу накладати кола загроз на карту на багатофункціональному дисплеї літака, надаючи набагато кращу інформацію для уникнення або боротьби з загрозами, та зберігати інформацію для подальшого аналізу або передачі на землю, щоб допомогти командирам планувати майбутні місії.
Система попередження може бути важливим інструментом для уникнення загроз, яким не вдалось запобігти. Наприклад, якщо ЗРК або винищувач противника випустили ракету з напівактивним радіолокаційним самонаведенням по літаку, система попередження може виявити перехід радара в режим наведення ракети та сповістити пілота набагато більш наполегливими попереджувальними тонами та миготливими символами в дужках на дисплеї. Потім пілот може вжити заходів для  ухилення від ракети. Пілот навіть зможе візуально побачити ракету після того, як його попередять про запуск. На додаток, якщо ракета з активним самонаведенням стежить за літаком, пілот може використовувати відображення напрямку та відстані до ракети, щоб визначити, які маневри ухилення виконати. Наприклад, швидкість зближення та кут наближення ракети можуть дати змогу пілоту визначити, що якщо літак буде пікірувати подалі від ракети, вона навряд чи наздожене, або якщо вона наближається швидко, що настав час скинути зовнішні запаси та спрямуватися в бік ракети, намагаючись призвести до її перевертання в повітрі. Система попередження може надіслати сигнал до іншої захисної системи на борту літака, такої як система розподілу контрзаходів, яка може викидати перешкоди (наприклад, дипольні відбивачі), щоб допомогти уникнути загрози.

## Приклади систем
- Приймач радарного попередження AN/ALR-67[en] (США; AV-8B Harrier II, F-14 Tomcat, F/A-18 Hornet, F/A-18E/F Super Hornet, EA-6 B Prowler, Канада; CF-18 Hornet)
- Thales SPECTRA[en](Франція; Dassault Rafale)

- Лазерний приймач попередження
- Напівактивна радіолокаційна головка самонаведення
- Система попередження про наближення ракети

## Інтернет-ресурси
- AN/ALR-46 at FAS
- AN/ALR-56 at FAS
- AN/ALR-67 at FAS
- AN/ALR-69 at FAS
- AN/APR-39 at FAS
- Electronic Warfare Programs by AN Nomenclature